# Ken Barnes
Kenneth Herbert Barnes (Birmingham, 16 maart 1929 - Macclesfield, 13 juli 2010) was een Engels voetballer.
Barnes speelde bij Stafford Rangers (1947-1950), Manchester City (1950-1961), waarmee hij in 1956 de FA-cup won, en als speler-manager bij Wrexham (1961-1965). Nadien werd hij voetbalmanager bij Witton Albion en Bangor City. Vanaf 1970 was hij vele jaren in dienst van Manchester City als jeugdtrainer en scout. 